# 罪人形
『罪人形』（つみにんぎょう）はフジテレビ系ライオン奥様劇場枠で1970年1月5日から2月27日まで放送された連続テレビ映画である。白黒作品。全40回。

## 概要
「奥様劇場」第43作。暗い出生の秘密を背負った異父姉妹の愛の葛藤と復讐を描くメロドラマ。平均視聴率16.6％、最高視聴率20.6％（いずれもビデオリサーチ関東地区調べ）。

## 物語
木暮あかねは恋人正幸から求婚され、幸せの絶頂にいた。ある日母の秋子が正幸の両親に呼び出され、あかねが私生児であることと異父姉の存在を理由に婚約解消を告げられた。絶望のあまり死に場所を求めて山中をさまようあかねは突然の雷雨に襲われて失神、通りかかった青年小宮に保護される。二人は無人の山小屋で一夜を明かし互いの身の上を語り合った。父の顔を知らずに育ったという小宮にあかねは自分と同じ孤独な生い立ちを見て心を寄せる。翌朝山を下りる途中足を滑らせたあかねを助けた小宮は崖下に転落し大怪我を負った。救助された小宮を必死で看病するあかねの前に一人の女性が駆け込んで来た。小宮を一途に慕う吉川和江である。初対面の二人だったが、この和江こそ秋子が隠してきたあかねの異父姉なのであった。

## キャスト
- 木暮あかね ……… 松木路子
- 吉川和江 ………… 加賀ちか子
- 矢代道彦 ………… 山下洵一郎
- 小宮武志 ………… 六本木真
- 堀江謙三 ………… 宮川洋一
- 堀江由美子 ……… 浅茅しのぶ
- 堀江高志 ………… 浅見比呂志
- 木暮秋子 ………… 若松和子
- 木暮夏代 ………… 中村恭子
- 木暮友子 ………… 桶田奈保美
- 田辺洋之介 ……… 川合伸旺
- 田辺道子 ………… 中村まり子
- 稲垣栄介 ………… 影山泉
- 立花専務 ………… 三島耕
- 安西正之介 ……… 森幹太
- 安西時江 ………… 東恵美子
- 安西正幸 ………… 関戸純方
- 唐沢医師 ………… 入江正徳
- 松田 ……………… 横井徹

## スタッフ
- 脚本:柳川創造、白井更生
- 監督:土屋蔵三、永野靖忠、今村農夫也、西河健治、白井更生
- 音楽：玉木宏樹
- プロデューサー：大橋正次(NMC)、湯沢保雄(フジテレビ)
- 制作：NMC・フジテレビ

## 主題歌
- 「罪人形」
  - 作詞・作曲：遠藤実
  - 編曲：牧野昭一　
  - 歌：三沢あけみ（ミノルフォンレコード）

## 参考資料
- 「罪人形」シナリオ決定稿
- 「テレビジョンドラマ」(放送映画出版)

| フジテレビ ライオン奥様劇場          | フジテレビ ライオン奥様劇場     | フジテレビ ライオン奥様劇場           |
| 前番組                               | 番組名                          | 次番組                                |
| ------------------------------------ | ------------------------------- | ------------------------------------- |
| 影を慕いて （1969.11.10 - 1970.1.2） | 罪人形 （1970.1.5 - 1970.2.27） | 夜のかげろう （1970.3.2 - 1970.4.10） |